# 20-й армейский корпус (Османская империя)
20-й армейский корпус (тур. Yirminci Kolordu) — общевойсковое оперативно-стратегическое соединение армии Османской империи, сформированный во время Первой мировой войны.

## Формирование и боевой путь
Корпус был сформирован в 1916 году командиром стал Абдулкерим-паша, в разгаре была Первая мировая война, в которой Османская империя воевала на стороне Центральных держав.
В декабре 1916 года в состав корпуса входили следующие соединения:
- 49-я пехотная дивизия (командир Махмут Бей)
  - 144-й пехотный полк
  - 145-й пехотный полк
  - 146-й пехотный полк
  - 46-й артиллерийский полк

- 50-я пехотная дивизия (командир Шюкру Наили Бей)
  - 157-й пехотный полк
  - 158-й пехотный полк
  - 159-й пехотный полк
  - 50-й артиллерийский полк

После формирования корпус был переброшен на Салоникский фронт, где участвовал в боях у Монастиря против войск Антанты. В 1917 году корпус был переброшен на Синайско-Палестинский фронт. Во время боёв в Палестине в состав корпуса входили:
- 16-я пехотная дивизия
- 54-я пехотная дивизия

Корпус участвовал в битве при Мегиддо. К июню 1918 года в состав корпуса входили:
- 26-я пехотная дивизия
- 53-я пехотная дивизия